# Бонмати, Айтана
Айта́на Бонмати́ Ко́нка (исп. Aitana Bonmatí Conca; род. 18 января 1998, Сан-Пере-де-Рибес) — испанская футболистка, полузащитник клуба «Барселона» и сборной Испании. Двукратная обладательница «Золотого мяча» по версии France Football (2023 и 2024).
Бонмати играет в «Барселоне» с 2012 года, шесть лет развиваясь через «Ла Масию». Она была переведена в первую команду «Барселоны» перед сезоном 2016/17 и привлекалась за клуб в основном составе в сезоне 2018/19. В 2019 году она в стартовом составе в первом финале Лиги чемпионов в истории «Барселоны», а позже в том же году впервые была признана каталонской футболисткой года.
На протяжении сезона 2020/21 сыграла важную роль в континентальной кампании «Барселоны», завоевавшая требл. Ярким моментом в её карьере стал финал Лиги чемпионов 2021 года, где она забила третий гол «Барселоны» и стала самым ценным игроком финала.
Бонмати успешно выступала за молодёжные сборные Испании. Она выиграла два юношеских чемпионата Европы (по одному с сборными до 17 и до 19 лет) и заняла второе место на двух молодёжных чемпионатах мира (по одному с сборными до 17 и до 20 лет). С 2017 года является игроком национальной сборной Испании, за которую выступала на двух чемпионатах мира: 2019 и 2023, в котором испанки победили, а Бонмати стала лучшим игроком турнира, и на чемпионате Европы 2022 года. В 2025 году была признана лучшим игроком чемпионата Европы, на котором испанки в финале в серии пенальти уступили команде Англии.

## Биография
Бонмати родилась в Сан-Пере-де-Рибесе (Каталония). Когда она родилась в 1998 году, её родители хотели отказаться от испанских обычаев именования, согласно которым фамилия отца по умолчанию указывается первой. Первые два года своей жизни она была известна как Айтана Бонмати Гвидонет, обе её фамилии были взяты от её матери. В 2000 году закон в Испании изменился, и её фамилия по материнской линии, Бонмати, стала её первой фамилией, а её фамилия по отцовской линии, Конка, стала её второй фамилией.
В детстве она играла в баскетбол, но в семь лет увлеклась футболом и играла с мальчиками в смешанных командах. Она часто вспоминает, как к ней приставали мальчики из-за её маленького роста. Первыми клубами, за которые она играла в футбол, были «Рибес» и «Кубельес», мужские и смешанные команды, которые по её мнению помогли улучшить её силу и интенсивность. В возрасте 13 лет она присоединилась к «Барселоне», чтобы играть в их молодёжных командах. Она вместе с отцом совершала двухчасовые поездки на общественном транспорте, чтобы добраться до тренировки.
Бонмати в настоящее время изучает физическую активность и спортивные науки в Университете имени Раймунда Луллия.

## Клубная карьера

### Молодёжные команды «Барселоны» (2012—2016)
Бонмати начала свою карьеру в Барселоне, присоединившись к Juvenil-Cadet, второй по величине команде развития девочек в «Барселоне». В 2013 году с ними она выиграла лигу и Кубок Каталонии. В следующем сезоне команда вновь выиграла лигу, оставшись непобежденной. В финале Кубка Каталонии матч перешёл к серии послематчевых пенальти, где она реализовала пенальти, но в итоге проиграли «Сан-Габриэлю» со счётом 2:4.
Бонмати стала игроком «Барселоны Б» после двух лет в клубе. Во время своего пребывания в дублирующей команде она редко появлялась за первую команду в предсезонке. В сезоне 2015/16 Бонмати сыграла важную роль в победе в чемпионате Второго дивизиона группы III, впервые в истории клуба, забив 14 голов за «Барселону». В конце сезона менеджер Хави Льоренс перевел её в основную команду «Барселоны».

### «Барселона» (2016 — настоящее время)
Кумиры Бонмати — Хави и Андрес Иньеста. Она также заявила, что моделирует свою игру по образцу бывшей напарницы по клубу и сборной Викки Лосады.

#### Сезон 2016/17
Бонмати дебютировала в первой команде во время четвертьфинала Кубка Испании против «Реал Сосьедада», отдав в том матче результативную передачу на Барбару Латорре. Она продолжала появляться на турнире в качестве замены, выйдя на замену в конце победного полуфинального матча против «Леванте» (3:0). Бонмати участвовал в финале против мадридского «Атлетико», заменив Джемму Гили в матче, который завершился поражением каталонской команды со счётом 2:3.
В следующем месяце, в начале нового сезона, она была в составе «Барселоны» на Кубке Каталонии, где сыграла и забила в обоих матчах турнира. Финал против «Эспаньола» завершился победой со счётом 6:0, где Бонмати заработала свой первый взрослый титул. Она дебютировала в Лиге чемпионов УЕФА в 1/16 финала против «Минска». Бонмати использовалась редко в своём первом сезоне за взрослую команду, сыграв тринадцать матчей (3 в основном составе) и забив 2 гола — дубль против «Оярсуна». Она забила четвёртый гол «Барселоны» в победном финале Кубка Испании 2017 года в ворота «Атлетико Мадрид» (4:1).

### Сезон 2017/18
В сезоне 2017/2018 Бонмати продолжала редко появляться, в основном в лиге. Её единственный гол в сезоне был также её первым голом в матче 1/8 финала Лиги чемпионов против литовской команды «Гинтра Университетас». В финале Кубка Испании 2018 года на заменила Тони Дагган, который перешёл в овертайм и закончился победой «Барселоны», её вторым крупным титулом с клубом.

### Сезон 2018/19
Сезон 2018/2019 годов стал для Бонмати прорывным, поскольку она постоянно появлялась в первой команде. Она также регулярно выступала в Лиге чемпионов, забив один гол в ворота «Глазго Сити» в 1/16 финала. «Барселона» вышла в свой первый финал Лиги чемпионов, где она вышла в стартовом составе. Несмотря на поражение от «Лиона» со счётом 1:4, у неё был момент, который стал вирусным, когда она обогнала Шэнис ван де Санден на правом фланге, чтобы предотвратить контратаку. Бонмати закончила свой сезон с двенадцатью голами в лиге и сыграла все матчи, кроме 5, во всех соревнованиях.

### Сезон 2019/20
Несмотря на внимание со стороны «Баварии», летом 2019 года Бонмати повторно подписала контракт с «Барселоной», по которому она останется в клубе до 2022 года. За свои выступления за «Барселону» и Испанию в предыдущем сезоне она стала лучшей каталонской футболисткой года, набрав 68 % голосов.
В 2020 году она провела свой 100-й матч за «Барселону», выйдя на замену против «Таконы». Из-за травмы она была заменена в обоих матчах Суперкубка Испании 2020 года, включая финал, в котором «Барселона» выиграла у «Реал Сосьедад» со счётом 10:1. Спустя несколько месяцев, после решения Королевской испанской футбольной федерации приостановить сезон 2019/20 из-за пандемии COVID-19, «Барселона» получила титул, что сделало его первым чемпионским титулом Айтаны с клубом в качестве игрока основы.

### Сезон 2020/21
В середине сезона 2020/21 Бонмати сыграла в финале Кубка Испании 2019/20 против «Логроньо», который был перенесен на год позже обычного из-за опасений, связанных с COVID-19. Она забила второй гол «Барселоны» в финале и за своё выступление получила титул MVP финала Кубка Испании.
В полуфинале Лиги чемпионов УЕФА 2020/21 Бонмати отдала голевую передачу на Дженнифер Эрмосо, которая привела «Барселону» к ничье (1:1) в первом матче против «ПСЖ». «Барселона» выиграла следующий матч у «ПСЖ» со счётом 2:1, где она вышла в старте и на 79-й минуте была заменена Асисат Ошоалой. 16 мая 2021 года она с первых минут начала свой второй финал Лиги чемпионов, на этот раз против «Челси». Она отдала голевую передачу на Алексию Путельяс, обыграв Джессику Картер, что позволило «Барселоне» получить преимущество на 21-й минуте в 3 гола. «Барселона» завершила матч победой с разгромным счётом 4:0, а игра Бонмати принесла ей титул MVP финала Лиги чемпионов. Её гол также был признан 5-м лучшим на турнире, и она впервые была включена в состав сезона Лиги чемпионов. Позже в том же году Бонмати была номинирована на звание лучшего полузащитника сезона Лиги чемпионов УЕФА.

### Сезон 2021/22
29 сентября 2021 года Бонмати забила свой первый гол в сезоне 2021/2022, забив четвертый гол в победной игре против «Вильярреала» (8:0). 17 октября она оформила дубль против «Спортинга» (Уэльва) (5:0). Она забила свой первый гол в Лиге чемпионов того сезона в ворота немецкого «Хоффенхайма» (5:0). 31 декабря Бонмати продлила контракт с «Барселоной» до июня 2025 года.
8 января 2022 года она получила травму правой ноги на 30-й минуте в матче против «Тенерифе» и выбыла из игры примерно на месяц. 23 января «Барселона» выиграла Суперкубок Испании, а Бонмати не участвовала из-за травмы. 6 февраля она ознаменовала свое возвращение после травмы, забив последний гол в разгромной победе над «Эйбаром» со счетом 7:0. 30 марта она забила второй сравняющий гол в победной игре над «Реалом» (5:2) (8:3 по сумме двух матчей) во втором матче четвертьфинала UWCL, который проходил на «Камп Ноу» перед 91 553 зрителями. Несколько недель спустя, 22 апреля, на том же стадионе перед рекордными 91 648 зрителями она открыла счет «Барселоне» на 3-й минуте в победном первом полуфинальном матче Лигичемпионов над «Вольфсбургом» (5:1). 8 мая она оформила хет-трик в победной игре над «Райо Вальекано» (6:1). Неделю спустя она забила второй гол в победе над «Атлетико Мадрид» (2:1) в финальном матче сезона, прежде чем была удалена с поля на последних минутах игры. 21 мая она вышла в стартовом составе в финале Лиги чемпионов, когда «Барселона» проиграла «Лиону» со счетом 1:3. 25 мая она забила второй гол в победной игре над «Реалом» (4:0) в полуфинале Кубке Испании. Четыре дня спустя она сыграла в финале национального Кубка, когда «Барселона» выиграла у «Спортинга» (Уэльва) со счетом 6:1 и завоевала титул.

### Сезон 2022/23
30 октября 2022 года Айтана провела свою двухсотую игру за каталонскую команду, приняв участие в матче против «Леванте».

## Карьера за сборную

### Юношеские
Бонмати играла на всех юношеских уровнях сборной Испании, включая сборные до 17, до 19 и до 20.
В 15 лет Бонмати была вызвана в составе сборной Испании на юношеский чемпионат Европы 2014. Свой первый гол за сборную до 17 лет она забила в матче группового этапа против Германии, в котором отметилась и ещё одним голом (4:0). Она помогла Испании финишировать первой в группе B. Испания вышла в полуфинал после победы над Англии со счётом 2:1. Бонмати вышла в финале в стартовом составе, но Испания проиграла сверстницам из Германии в серии послематчевых пенальти. Всего на турнире она сыграла 398 минут.
Спустя несколько месяцев спустя она участвовала на юношеском чемпионате мира 2014 года, где в основном играла роль запасного игрока. В полуфинале против Италии Бонмати вышла на замену после перерыва между таймами, а Испания вышла дальше после победы со счётом 2:0. Бонмати был заменена на 53-й минуте финала, где Испания проиграла Японии со счётом 2:0.
Кроме того, она была членом сборной Испании до 17 лет, которая выиграла чемпионат Европы 2015 года. На групповом этапе она забила свой первый и единственный гол на турнире в победной игре против Германии (4:0). Испания заняла первое место в группе A, где затем встретилась с Францией в полуфинале. Бонмати вышла в стартовом составе и отыграла основное и дополнительное время. Она реализовала свой пенальти в серии послематчевых пенальти (4:3) и испанки и вышли в финал к сверстницам из Швейцарии. Победив в финале со счётом 5:2, Бонмати выиграла свой первый международный титул и впоследствии была включена в команду турнира за выдающиеся выступления на протяжении всего соревнования.
Бонмати входила в состав сборной Испании до 19 лет, которая выиграла чемпионат Европы 2017 года. В рамках дисквалификации она была вынуждена пропустить первые три игры группового этапа после получения прямой красной карточки в квалификационном матче против Бельгии. Она впервые появилась на турнире в качестве капитана в полуфинальном матче против Нидерландов. Испания вышла в финал против Франции. Бонмати вышла в стартовом составе и помогла команде победить со счётом 3:2, прервав серию из трёх поражений подряд Испании в финалах чемпионата Европы до 19 лет. Она заработала свой второй международный титул, а Испания благодаря победе квалифицировалась на чемпионат мира до 20 лет 2018 года.
На чемпионате мира до 20 лет 2018 года Бонмати была назначена капитаном команды. В группе C Испания одержала победы над Японией и Парагваем. Они заняли первое место в группе, сведя матч с США вничью, впервые выбив их из турнира на групповом этапе. Бонмати была названа игроком матча. В четвертьфинале она дважды забила Нигерии, но второй гол не был засчитан, несмотря на повторы, по которым видно, что мяч он пересекает линию ворот. Испания выиграла тот матч со счётом 2:1 и вышла в полуфинал турнира против Франции. Бонмати начала матч, но была удалена с поля из-за второй жёлтой карточкой после стыка с Сельмой Баша — единственная красная карточка за весь турнир. Вплоть до удаления она сыграла каждую минуту турнира. В итоге Испания выиграла матч, но Бонмати пропускала финал из-за дисквалификации, где Испания проиграла Японии со счётом 1:3.
У неё также есть опыт работы со сборными Каталонии до 18 и до 16 лет.

### Национальная
В ноябре 2017 года Хорхе Вильда впервые вызвал Бонмати в старшую сборную на два отборочных матча на чемпионат мира 2019 года. Она дебютировала за национальную сборную Испании в игре против Австрии, заменив Аманду Сампедро на 53-й минуте.
В феврале 2018 года Бонмати впервые приняла участие в международном турнире среди национальных сборных, когда её вызвали для участия в Кубке Кипра. Она мало появлялась на протяжении всего турнира, но с победой Испании в финале против Италии она получила свой первый титул в старшей команде.
Её первый гол за сборную был забит в апреле 2019 года в товарищеском матче против сборной Англии.
В мае 2019 года Бонмати была включена в состав сборной Испании на чемпионат мира 2019 года. Она участвовала в двух матчах группового этапа — в победном над ЮАР и проигрышном от Германии. Испания заняла второе место в группе А и впервые в своей истории вышла в плей-офф чемпионата мира. В 1/8 финала они потерпели поражение со счётом 1:2 от США. Бонмати завершила турнир, сыграв на нём 58 минут.
Позже в том же году Бонмати сыграла в каждом из отборочных матчей Испании 2019 года на чемпионат Европы 2022 года, завершив квалификационный этап с шестью забитыми голами.
На чемпионате Европы 2022 года в Англии испанки уступили в 1/4 финала команде хозяек и будущим чемпионкам со счётом 1:2 в дополнительное время. Бонмати отметилась голом в ворота сборной Финляндии в матче группового этапа (4:1). Этот мяч занял пятое место в рейтинге лучших голов турнира. Бонмати была включена в символическую сборную турнира единственной из всех игроков команд, не дошедших до стадии полуфинала.
На чемпионате мира 2023 года, который проходил в Австралии и Новой Зеландии, Бонмати была лидером сборной Испании. Она забила на турнире три мяча, в том числе отметившись дублем в ворота сборной Швейцарии в первом тайме матча 1/8 финала (5:1). В финале на сиднейском стадионе «Австралия» испанки в присутствии 75 тыс. зрителей обыграли англичанок (1:0) и впервые стали чемпионками мира. Бонмати была признана лучшим игроком чемпионата мира.
На Олимпийских играх 2024 года в Париже испанки уверенно вышли из группы, выиграв все три матча у команд Японии, Нигерии и Бразилии. Бонмати забила первый мяч команды на турнире в ворота японок. В 1/4 финала испанки уступали команде Колумбии 0:2, но сумели сравнять счёт на 7-й добавленной минуте ко второму тайму, а затем победили в серии пенальти (Бонмати реализовала 4-й удар в серии, который стал победным). Однако затем в полуфинале Испания проиграла Бразилии 2:4, а в матче за третье место — Германии (0:1).

#### Голы за национальную сборную
| №   | Дата             | Место                                          | Соперник          | Счёт | Результат | Турнир                   |
| --- | ---------------- | ---------------------------------------------- | ----------------- | ---- | --------- | ------------------------ |
| 1.  | 9 апреля 2019    | Каунти Граунд, Суиндон, Англия                 | Англия            | 2-1  | 2-1       | Товарищеский матч        |
| 2.  | 4 октября 2019   | Риасор, Ла-Корунья, Испания                    | Азербайджан       | 3-0  | 4-0       | Квалификация на ЧЕ 2022  |
| 3.  | 4 октября 2019   | Риасор, Ла-Корунья, Испания                    | Азербайджан       | 4-0  | 4-0       | Квалификация на ЧЕ 2022  |
| 4.  | 8 октября 2019   | Доличек, Прага, Чехия                          | Чехия             | 0-3  | 1-5       | Квалификация на ЧЕ 2022  |
| 5.  | 23 октября 2020  | Монастырский стадион, Севилья, Испания         | Чехия             | 3-0  | 4-0       | Квалификация на ЧЕ 2022  |
| 6.  | 27 ноября 2020   | Футбольный город, Лас-Росас-де-Мадрид, Испания | Молдова           | 1-0  | 10-0      | Квалификация на ЧЕ 2022  |
| 7.  | 27 ноября 2020   | Футбольный город, Лас-Росас-де-Мадрид, Испания | Молдова           | 5-0  | 10-0      | Квалификация на ЧЕ 2022  |
| 8.  | 10 июня 2021     | Санто-Доминго, Алькоркон, Испания              | Бельгия           | 3-0  | 3-0       | Товарищеский матч        |
| 9.  | 15 июня 2021     | Санто-Доминго, Алькоркон, Испания              | Дания             | 1-0  | 3-0       | Товарищеский матч        |
| 10. | 15 июня 2021     | Санто-Доминго, Алькоркон, Испания              | Дания             | 3-0  | 3-0       | Товарищеский матч        |
| 11. | 25 ноября 2021   | Монастырский стадион, Севилья, Испания         | Фарерские острова | 2-0  | 12-0      | Квалификация на ЧМ 2023  |
| 12. | 25 ноября 2021   | Монастырский стадион, Севилья, Испания         | Фарерские острова | 6-0  | 12-0      | Квалификация на ЧМ 2023  |
| 13. | 30 ноября 2021   | Монастырский стадион, Севилья, Испания         | Шотландия         | 3-0  | 8-0       | Квалификация на ЧМ 2023  |
| 14. | 30 ноября 2021   | Монастырский стадион, Севилья, Испания         | Шотландия         | 5-0  | 8-0       | Квалификация на ЧМ 2023  |
| 15. | 25 июня 2022     | Нуэво Коломбино, Уэльва                        | Австралия         | 1-0  | 7-0       | Товарищеский матч        |
| 16. | 8 июля 2022      | Стэдиум МК, Милтон-Кинс, Англия                | Финляндия         | 2-1  | 4-1       | ЧЕ 2022                  |
| 17. | 21 июля 2023     | Скай Стэдиум, Веллингтон, Новая Зеландия       | Коста-Рика        | 2-0  | 3-0       | ЧМ 2023                  |
| 18. | 5 августа 2023   | Иден Парк, Окленд, Новая Зеландия              | Швейцария         | 1-0  | 5-1       | ЧМ 2023                  |
| 19. | 5 августа 2023   | Иден Парк, Окленд, Новая Зеландия              | Швейцария         | 3-1  | 5-1       | ЧМ 2023                  |
| 20. | 26 сентября 2023 | Эстадио Нуэво Арканхель, Кордова, Испания      | Швейцария         | 2-0  | 5-0       | Лига наций 2023/24       |
| 21. | 26 сентября 2023 | Эстадио Нуэво Арканхель, Кордова, Испания      | Швейцария         | 3-0  | 5-0       | Лига наций 2023/24       |
| 22. | 23 февраля 2024  | Монастырский стадион, Севилья, Испания         | Нидерланды        | 2-0  | 3-0       | Финал Лиги наций 2023/24 |
| 23. | 28 февраля 2024  | Монастырский стадион, Севилья, Испания         | Франция           | 1-0  | 2-0       | Финал Лиги наций 2023/24 |

## Статистика выступлений

### Клубная статистика
| Клуб             | Сезон            | Лига | Лига | Кубок | Кубок | Лига чемпионов | Лига чемпионов | Суперкубок Испании | Суперкубок Испании | Кубок Каталонии | Кубок Каталонии | Итого | Итого |
| Клуб             | Сезон            | Игры | Голы | Игры  | Голы  | Игры           | Голы           | Игры               | Голы               | Игры            | Голы            | Игры  | Голы  |
| ---------------- | ---------------- | ---- | ---- | ----- | ----- | -------------- | -------------- | ------------------ | ------------------ | --------------- | --------------- | ----- | ----- |
| Барселона        | 2015/16          | 0    | 0    | 3     | 0     | 0              | 0              | -                  | -                  | 2               | 0               | 5     | 0     |
| Барселона        | 2016/17          | 12   | 2    | 1     | 1     | 2              | 0              | -                  | -                  | 2               | 2               | 17    | 5     |
| Барселона        | 2017/18          | 15   | 0    | 3     | 0     | 2              | 1              | -                  | -                  | 2               | 0               | 22    | 1     |
| Барселона        | 2018/19          | 27   | 12   | 3     | 0     | 7              | 1              | -                  | -                  | 0               | 0               | 37    | 13    |
| Барселона        | 2019/20          | 20   | 5    | 2     | 0     | 5              | 2              | 2                  | 0                  | 2               | 1               | 31    | 8     |
| Барселона        | 2020/21          | 31   | 10   | 4     | 2     | 9              | 3              | 1                  | 0                  | -               | -               | 45    | 15    |
| Барселона        | 2021/22          | 25   | 13   | 4     | 1     | 10             | 4              | 0                  | 0                  | -               | -               | 39    | 18    |
| Барселона        | 2022/23          | 23   | 10   | 1     | 2     | 11             | 5              | 2                  | 2                  | -               | -               | 37    | 19    |
| Барселона        | 2023/24          | 24   | 8    | 4     | 4     | 11             | 6              | 2                  | 1                  | -               | -               | 41    | 19    |
| Барселона        | 2024/25          | 26   | 12   | 5     | 0     | 11             | 4              | 2                  | 0                  | -               | -               | 44    | 16    |
| Барселона        | Итого            | 203  | 72   | 30    | 10    | 68             | 26             | 9                  | 3                  | 8               | 3               | 318   | 114   |
| Всего за карьеру | Всего за карьеру | 203  | 72   | 30    | 10    | 68             | 26             | 9                  | 3                  | 8               | 3               | 318   | 114   |

### Международная статистика
| Сборная          | Год              | Отборочные матчи ЧМ | Отборочные матчи ЧМ | Финальные матчи ЧМ | Финальные матчи ЧМ | Отборочные матчи ЧЕ | Отборочные матчи ЧЕ | Финальные матчи ЧЕ | Финальные матчи ЧЕ | Олимпийские игры | Олимпийские игры | Лига наций УЕФА | Лига наций УЕФА | Товарищеские матчи | Товарищеские матчи | Итого | Итого |
| Сборная          | Год              | Игры                | Голы                | Игры               | Голы               | Игры                | Голы                | Игры               | Голы               | Игры             | Голы             | Игры            | Голы            | Игры               | Голы               | Игры  | Голы  |
| ---------------- | ---------------- | ------------------- | ------------------- | ------------------ | ------------------ | ------------------- | ------------------- | ------------------ | ------------------ | ---------------- | ---------------- | --------------- | --------------- | ------------------ | ------------------ | ----- | ----- |
| Испания          | 2017             | —                   | —                   | —                  | —                  | —                   | —                   | —                  | —                  | —                | —                | —               | —               | —                  | —                  | 0     | 0     |
| Испания          | 2018             | —                   | —                   | —                  | —                  | —                   | —                   | —                  | —                  | —                | —                | —               | —               | —                  | —                  | 0     | 0     |
| Испания          | 2019             | —                   | —                   | —                  | —                  | —                   | —                   | —                  | —                  | —                | —                | —               | —               | —                  | —                  | 0     | 0     |
| Испания          | 2020             | —                   | —                   | —                  | —                  | —                   | —                   | —                  | —                  | —                | —                | —               | —               | —                  | —                  | 0     | 0     |
| Испания          | 2021             | —                   | —                   | —                  | —                  | —                   | —                   | —                  | —                  | —                | —                | —               | —               | —                  | —                  | 0     | 0     |
| Испания          | 2022             | —                   | —                   | —                  | —                  | —                   | —                   | —                  | —                  | —                | —                | —               | —               | —                  | —                  | 0     | 0     |
| Испания          | 2023             | —                   | —                   | —                  | —                  | —                   | —                   | —                  | —                  | —                | —                | —               | —               | —                  | —                  | 0     | 0     |
| Испания          | 2024             | —                   | —                   | —                  | —                  | —                   | —                   | —                  | —                  | —                | —                | —               | —               | —                  | —                  | 0     | 0     |
| Испания          | 2025             | —                   | —                   | —                  | —                  | —                   | —                   | —                  | —                  | —                | —                | —               | —               | —                  | —                  | 0     | 0     |
| Всего за карьеру | Всего за карьеру | 0                   | 0                   | 0                  | 0                  | 0                   | 0                   | 0                  | 0                  | 0                | 0                | 0               | 0               | 0                  | 0                  | 0     | 0     |

## Достижения

### Командные
«Барселона»
- Чемпионка Испании (6): 2019/20, 2020/21, 2021/22, 2022/23, 2023/24, 2024/25
- Обладательница Кубка Испании (7): 2017, 2018, 2019/20, 2020/21, 2021/22, 2023/24, 2024/25
- Обладательница Суперкубка Испании (4): 2019/20, 2021/22, 2022/23, 2023/24
- Победительница Лиги чемпионов УЕФА (3): 2020/21, 2022/23, 2023/24
- Обладательница Кубка Каталонии (5): 2015, 2016, 2017, 2018, 2019

Итого: 23 трофея
Сборная Испании (до 17 лет)
- Финалистка Чемпионата мира среди девушек (до 17 лет): 2014
- Победительница Чемпионата Европы среди девушек (до 17 лет): 2015[12][49]

Сборная Испании (до 19 лет)
- Победительница Чемпионата Европы среди девушек (до 19 лет): 2017

Сборная Испании (до 20 лет)
- Финалистка Чемпионата мира среди девушек (до 20 лет): 2018

Сборная Испании
- Победительница Чемпионата мира: 2023
- Победительница Лиги наций УЕФА: 2023/24
- Обладательница Кубка Кипра: 2018

Итого: 5 трофеев

### Индивидуальные
- Обладательница «Золотого мяча» по версии France Football (2): 2023[80], 2024
- Обладательница награды The Best FIFA Women's Player: 2023[81], 2024[англ.]
- Обладательница награды лучшей футболистке года в Европе по версии УЕФА: 2022/23[82]
- Лучшая футболистка года по версии Globe Soccer Awards: 2023[83]
- Вошла в состав символической сборной Чемпионата Европы: 2022[84]
- Вошла в состав символической сборной чемпионата Европы среди девушек (до 17 лет): 2015[85]
- MVP финала Кубка Испании: 2019/20[86]
- Каталонская футболистка года: 2019[37]
- MVP финала Лиги чемпионов УЕФА (2): 2020/21[87], 2023/24[88]
- Вошла в состав символической сборной Лиги чемпионов УЕФА (4): 2020/21[89], 2021/22[90], 2022/23[91], 2023/24[92]
- Лучшая футболистка Чемпионата мира: 2023[93]
- Лучшая футболистка Лиги чемпионов УЕФА (2): 2022/23[94], 2023/24[95]
- MVP финала Лиги наций УЕФА: 2023/24[96]